# Thomas Ford (amerikaifutball-edző)
Thomas Ford amerikai atléta, valamint amerikaifutball-játékos és -edző, 2025-től az Idaho Vandals amerikaifutball-csapatának vezetőedzője.
2014 és 2017 között a tacomai Stadium középiskola, 2018–2019-ben pedig a Simon Fraser Red Leafs vezetőedzője volt. 2001 és 2004 között a Linfield Wildcats amerikaifutball- és atlétikacsapataiban sportolt.

## Eredményei vezetőedzőként

### Középiskolai
| Év             | Eredmény       | Eredmény       | Helyezés       |
| Év             | Összesített    | Konferencia    | Helyezés       |
| Stadium Tigers | Stadium Tigers | Stadium Tigers | Stadium Tigers |
| -------------- | -------------- | -------------- | -------------- |
| 2014           | 0–10           | 0–5            | 7.             |
| 2015           | 3–8            | 2–5            | 6.             |
| 2016           | 6–4            | 4–2            | 4.             |
| 2017           | 4–6            | 3–4            | 5.             |
| Összesen:      | 13–28          | 9–16           | –              |

### Egyetemi
| Év                                                      | Eredmény                                                | Eredmény                                                | Helyezés                                                |
| Év                                                      | Összesített                                             | Konferencia                                             | Helyezés                                                |
| Simon Fraser Clan (Great Northwest Athletic Conference) | Simon Fraser Clan (Great Northwest Athletic Conference) | Simon Fraser Clan (Great Northwest Athletic Conference) | Simon Fraser Clan (Great Northwest Athletic Conference) |
| ------------------------------------------------------- | ------------------------------------------------------- | ------------------------------------------------------- | ------------------------------------------------------- |
| 2018                                                    | 1–9                                                     | 0–8                                                     | 5.                                                      |
| 2019                                                    | 1–9                                                     | 1–5                                                     | T-3.                                                    |
| Összesen:                                               | 2–18                                                    | 1–13                                                    | –                                                       |

## Fordítás
- Ez a szócikk részben vagy egészben  a   Thomas Ford (American football) című angol Wikipédia-szócikk ezen változatának fordításán alapul.  Az eredeti cikk szerkesztőit annak laptörténete sorolja fel. Ez a jelzés csupán a megfogalmazás eredetét és a szerzői jogokat jelzi, nem szolgál a cikkben szereplő információk forrásmegjelöléseként.